# Роженцово
 Роженцово — село в Шарангском районе Нижегородской области. Административный центр  Роженцовского сельсовета .

## География
Расположено на расстоянии примерно 11 км на юг от районного центра поселка Шаранга.

## История
Основано в 1833 году переселенцами из Яранского уезда. В 1872 году построена была Казанско-Богородицкая церковь. С 1933 по 1950 работал леспромхоз. Работали колхозы им. Чапаева, «Заветы Ильича», «Роженцово». В 1905 году было отмечено дворов 43 и жителей 314, в 1926 93 и 492, в 1950 92 и 303.

## Население
Постоянное население составляло 461 человека (русские 98%) в 2002 году, 432 в 2010.